# Hydropiekłowstąpienie
Hydropiekłowstąpienie – singel Lao Che z albumu Gospel.

## Notowania
| Lista (2008)                         | Najwyższa pozycja |
| ------------------------------------ | ----------------- |
| Lista Przebojów Programu Trzeciego   | 1                 |
| Lista Przebojów Marka Niedźwieckiego | 2                 |
| Polski Top Wszech Czasów (nr 3)      | 19                |